# Sablia punctilinea
Sablia punctilinea là một loài bướm đêm trong họ Noctuidae.